# ألكساندرا بيتون
ألكساندرا بيتون هي ممثلة كندية، ولدت في 5 ديسمبر 1994 في كندا.

## وصلات خارجية
- ألكساندرا بيتون على موقع IMDb (الإنجليزية)
- ألكساندرا بيتون على موقع قاعدة بيانات الفيلم (الإنجليزية)